# دهستان نارو
دهستان نارو (به لاتین: Naro Gewog) یک دهستان در کشور بوتان است که در ناحیهٔ تیمفو واقع شده‌است.